# Michael Jackson's Journey from Motown to Off the Wall
Michael Jackson's Journey from Motown to Off the Wall es una película documental de 2016 dirigida por Spike Lee en la que relata la experiencia de la estrella del pop Michael Jackson durante la creación de su álbum Off the Wall (1979). Se trata del segundo documental realizado por Lee acerca de Michael Jackson, después de Bad 25 (2012). La película se estrenó el 24 de enero de 2016 en el Festival de Cine de Sundance.

## Recepción
El documental fue elogiado por crítica y audiencia. En Rotten Tomatoes la crítica le otorgó una aprobación del 93%, con un 90% de parte de la audiencia. Joey Nolfi de Entertainment Weekly afirmó: "Por supuesto que Jackson no está aquí para discutir los asuntos por sí mismo, y el documental de Lee es, en última instancia, agradablemente nostálgico, pero dice poco más de lo que ya sabemos". Guy Lodge de Variety manifestó que "Este divertido documental no es menos esencial que la primera obra de Lee sobre Michael, el excelente Bad 25".